# キートンのハイ・サイン
『キートンのハイ・サイン』（英語: The High Sign）は1921年のアメリカ合衆国の短編映画。アクション映画。コメディ映画。バスター・キートンが出演している。監督と脚本はバスター・キートンとエドワード・F・クライン。21分。

## あらすじ
キートンは放浪者を演じる。彼は新聞広告で遊園地の射撃場の求人を見つける。拳銃を盗んだ彼は射撃練習後反逆的にもそこで働きはじめる。キートンを専門家と思って、残忍なギャングである「ひどいハゲワシ」と男の2人は、殺しのために彼を雇おうと思った。映画は隠された通路と仕掛け付きドアのある家でのワイルドな追いかけっこで終わる。

## 制作
『キートンのハイ・サイン』はキートンが初めて独立して制作した映画である。キートンと映画を作った経験があるファッティ・アーバックルの「暴力的なドタバタ」とは対照的に、本作はキートン的な「乾いた静かなコメディ」を示している。
最後に家の中で追いかけっこする場面は複数階をまたいで行われた。内部が見えるセットであり、回転する壁の板、仕掛け付きドア、隠された階段があった。キートンはアーバックルの前の撮影監督エルジン・レスリーとフレッド・ギャボリーと働き始めた。キートンがMGMと契約するまでそれは続いた。

## 公開
キートンは本作がアーバックルの方式に似すぎていると考えた。彼は「ギャグがあまりにもばかばかしいためもっと賢くしなければならない」という見解ももった。
公開時、キートンはかかとにけがをしていた。『キートンの電気屋敷』のはじめの版を撮影中にそうなったのだ。

## 現代音楽
ギタリストのビル・フリゼールは1995年、彼のアルバム『The High Sign/One Week』で映画のサウンドトラックをリリースした。The Rats & People Motion Picture Orchestraは2008年、映画のための新しい楽譜を初公開した。カール・デイヴィスは2017年オリジナルの楽譜を作曲した。